# L’Aubespine
L’Aubespine ist der Name einer aus dem Burgund stammenden adeligen Familie. Ihre bedeutendsten Vertreter finden sich im 16. Jahrhundert. Die Familie starb im 19. Jahrhundert aus.
Die wichtigsten Familienmitglieder sind:
1. Claude de L’Aubespine († 1567), Baron de Châteauneuf, Diplomat und Staatssekretär
2. Sébastien de l’Aubespine (1518–1582), französischer Kleriker und Diplomat
3. Charles de L’Aubespine (1580–1653), Marquis de Châteauneuf und Diplomat

## Stammliste
1. Claude de l’Aubespine, Seigneur d’Errouville; ⚭ 1507 Marguerite le Berruyer, Dame de la Corbillière, Erbtochter von Pierre le Berruyer, Seigneur de la Corbillière und la Poirière, und Claudine Hilaire
  1. Claude (II.) († 1567), Seigneur de Hauterive, Baron de Châteauneuf-sur-Cher, Diplomat und Staatssekretär; ⚭ I (Ehevertrag 1542) Marie Bochetel, Tochter von Guillaume Bochetel, Staatssekretär, und Marie de Morvilliers; ⚭ II Catherine d’Alizon, Tochter von Georges d’Alizon
    1. Claude (III.) (* um 1544, † 1570), Seigneur de Hauterive, Baron de Châteauneuf, 1567 Staatssekretär; ⚭ Marie Clutin, Dame de Saint-Aignan, Tochter von Henri Clutin, Seigneur d’Oisel et de Villeparisis, und Marie de Thouars, sie heiratete in zweiter Ehe Georges II. de Clermont, Marquis de Gallerande
    2. Guillaume (* 1547, † 1629), Baron de Châteauneuf, Seigneur de Hauterive et de Montgauger en Touraine, 1606 Kanzler des Ordens vom Heiligen Geist; ⚭ Marie de la Chastre, Tochter von Claude de la Chastre, Baron de la Maisonfort (Haus La Châtre), und Anne Robertet
      1. Guillaume, † jung
      2. Claude (IV.), Baron de Châteauneuf; ⚭ Gasparde Mitte de Miolans, Tochter von Jacques Mitte, Comte de Miolans, Seigneur de Chevrières, und Gabrielle de Saint-Chaumont, Witwe von Jean Timoléon de Beaufort, Marquis de Canilhac, sie heiratete in dritter Ehe Henri de la Chastre, Comte de Nançay (Haus La Châtre)
        1. Françoise Marie, Nonne in Paris

      3. Gabriel († 1630), 1600 Abt von Saint-Pierre de Préaux, 1604 Bischof von Orléans, 1619 Kommandeur des Ordens vom Heiligen Geist
      4. Charles (* 1580, † 1653), Marquis de Châteauneuf, Comte de Sagonne, Abt von Massay, Saint-Pierre de Préaux und Noirlac, Gouverneur von Touraine, Diplomat, 1621 Kanzler und Siegelbewahrer des Ordens vom Heiligen Geist, 1630–1633 und 1650–1651 Siegelbewahrer von Frankreich
        1. (unehelich, Mutter: Elisabeth de Trossy) Marie bâtarde de l’Aubespine (* 1647)

      5. François (1586, † 1670), Marquis  de Hauterive, de Châteauneuf et de Ruffec; ⚭ (Ehevertrag 1631) Eleonore de Volvire (* um 1604, † 1690), Marquise de Ruffec, Erbtochter von Philippe de Volvire, Marquis de Ruffec, und Aimerie de Rochechouart-Mortemart
        1. Charles (* um 1636 † 1716), Marquis de Châteauneuf, Seigneur de Boisleguin, de Beauvoir, de Saint-Julien, de Hauterive etc.; ⚭ Elisabeth Loisel (* um 1655, † 1700), Tochter von Antoine Loisel, und Antoinette le Boulanger
          1. Louis François, genannt „Le Marquis de L’Aubespine“, Marquis de Châteauneuf; ⚭ 1710 Marie Françoise de Beauvilliers, Tochter von François Honorat de Beauvilliers, Duc de Saint-Aignan, Pair de France, und Françoise Géré, Witwe von Jean François, Marquis de Marcillac
            1. Charles François (* 1719), genannt „Le Comte de L’Aubespine“ – Nachkommen
            2. Jean François Joseph Honorat (* 1729), genannt „Le Chevalier de L’Aubespine“

        2. Philippe († 1686), Comte de Sagonne; ⚭ 1681 Catherine Sylvie de Bigny, Tochter von Louis Armand de Bigny, Comte d’Aunay, und Isabeau de Châteaubodeau
        3. Charlotte; ⚭ 1672 Claude de Rouvroy, Duc de Saint-Simon, Pair de France, – die Eltern von Louis de Rouvroy, duc de Saint-Simon
        4. Marie Anne (* um 1642, † 1729); ⚭ 1671 Louis de Harlay, Marquis de Champvallon (X 1674), Sohn von François Bonaventure de Harlay, Marquis de Bréval, und Geneviève Fortia

      6. Madeleine; ⚭ Jean Olivier, Baron de Leuville, Sohn von Jean Olivier, Seigneur de Leuville, Baron du Hommet, und Susanne de Chabannes
      7. Gabrielle; ⚭ Nonne in Montvilliers, Äbtissin von Royaulieu bei Compiègne
      8. Marie; Äbtissin von Saint-Laurent in Bourges
      9. Elisabeth; ⚭ André de Cochefilet, Comte de Vauvinieux, Sohn von Jacques Cochefilet, Seigneur de Vaucelas, und Marie Arbaleste

    3. Madeleine (* 1546; † 1596), Dichterin und Übersetzerin; ⚭ 1562 Nicolas de Neufville, seigneur de Villeroy, Staatssekretär, Sohn von Nicolas de Neufville, Seigneur de Villeroi, und Jeanne Prudhomme

  2. Sébastien († 1582), 1558 Bischof von Vannes, später Bischof von Limoges, Diplomat.
  3. Gilles, Seigneur de Verderonne et de la Poirière en Beauce; ⚭ Marie Gobelin, Tochter von Jacques Gobelin
    1. Claude, Seigneur de Verderonne, 1579–1608 Schriftführer des Ordens vom Heiligen Geist; ⚭ I Marie Malon, Tochter von Charles Malon, Seigneur de Bercy, und Marie Roustelin; ⚭ II Louise Pot, Tochter von Guillaume Pot, Seigneur de Rhodes (Pot (Adelsgeschlecht)), und Jacqueline de la Chastre (Haus La Châtre)
      1. Charles, Seigneur de Verderonne et de Stors; ⚭ Marie le Bret, Dame de Villevrard, Tochter von Cardin le Bret und Marguerite le Pelletier
        1. Claude (* um 1623, † 1706), 1650 Marquis de Verderonne, Seigneur de Stors, de Villers-sur-Tertre, de la Versine, de Bourguillemont etc.; ⚭ 1655 Hélène d’Haligre, Tochter von Étienne III. d’Aligre, Kanzler von Frankreich, und Jeanne l’Huillier d’Interville
          1. Claude (*† 1655)
          2. Étienne Claude (* 1656, X 1690), Marquis de Verderonne; ⚭ 1687 Marie Anne de Festard († 1727), Tochter von Charles de Festard, Marquis de Beaucourt en Picardie, und Marie Pigray
            1. Claude-Marie (X 1709), Marquis de Verderonne, Seigneur de Stors,
            2. Étienne Louis, Marquis de Verderonne; ⚭ 1718 Françoise Sabine de Grolée de Viriville, Tochter von François Joseph de Grolée, Comte de Viriville, und Madeleine Sabine de la Tour-Gouvernet
            3. Hélène Rosalie Angélique; ⚭ 1713 Jérôme Phélypeaux, Comte de Pontchartrain, Staatssekretär, Sohn von Louis II. Phélypeaux de Pontchartrain, Kanzler von Frankreich, und Marie de Maupéou

          3. Nicolas (* 1659, †um 1668)
          4. Charles (* 1664, † 1701)

        2. Charles und François, † jung
        3. Louise, Marguerite und Françoise, Nonnen in Royaulieu bei Compiègne
        4. Marie; ⚭ 1653 Nicolas Lambert, Seigneur de Thorigny († 1677)

      2. Claude, Baron de Noirat
      3. Madeleine; ⚭ Baltazar Gobelin, Seigneur du Quesnoy et de Brinvilliers († 1659)
      4. Louise; ⚭ Jean de Montberon, Comte de Fontaine-Chalendray

    2. François
    3. Jean (* um 1558, † 1596), Bischof von Limoges und Bischof von Orléans
    4. Nicole; ⚭ Nicolas de Verdun
    5. Marie; ⚭ Claude Pinart, Seigneur de Cramaille, Vicomte de Comblizy, Staatssekretär
    6. Madeleine; ⚭ René du Val, Seigneur de Stors

  4. François († 1569), Seigneur von Le Bois le Vicomte und la Corbillière; ⚭ II Marie Cotton, Tochter von NN Cotton
    1. Claude, Dame de la Corbillière et du Bois le Vicomte; ⚭ Mery de Barbesières, Seigneur de Chémerault († 1609)

  5. Madeleine; ⚭ I Albert, Seigneur der Grantrye; ⚭ II Nicolas le Hardy, Seigneur de la Trousse, Grand Prévôt de France